# Хынгйен
Хынгйен (вьет. Hưng Yên) — город в северо-восточной части Вьетнама. Административный центр провинции Хынгйен.

## История
Хынгйен известен благодаря древнему портовому городу Фохьен, расположенному неподалёку.

## География
Хынгйен находится в 68 км от Ханоя и в 1787 км от Хошимина.
Абсолютная высота — 3 метра над уровнем моря. Расположен на северном берегу реки Хонгха, примерно в 60 км к юго-востоку от столицы страны, города Ханой.

## Административное деление
Административно город разделён на 7 кварталов: Антао, Хьеннам, Хонгтяу, Ламшон, Лелой, Минькхай, Куангчунг, и 10 общин: Баокхе, Хоангхань, Хонгнам, Хунгкыонг, Льенфыонг, Фукыонг, Фыонгтьеу, Куангтяу, Танхынг, Чунгнгиа.

## Население
По данным на 2019 год численность населения составляет 116 356 человек.
Динамика численности населения города по годам:
| 2000   | 2013   | 2019    |
| ------ | ------ | ------- |
| 38 900 | 43 118 | 116 356 |